# Мелещенко, Фёдор Фомич
Фёдор Фомич Мелещенко (5 декабря 1922 — 26 марта 2012) — старшина Советской армии, участник Великой Отечественной войны и полный кавалер ордена Славы.

## Биография
Родился 5 декабря 1922 года в селе Петровка Конградского уезда Полтавской губернии Украинской ССР в крестьянской семье. Украинец.

После окончания 6 классов сельской школы работал в колхозе.
В РККА призван в декабре 1941 года Беловодским районным военным комиссариатом Ворошиловградской области.

С января 1942 года воевал на Ленинградском фронте в качестве телефониста. В 1943 — начале 1944 года в составе 456-го стрелкового полка 109-й стрелковой дивизии принимал участие в обороне Ленинграда, Ленинградско-Новгородской наступательной операции, в ходе которой за обеспечение бесперебойной связи в бою награждён медалью «За отвагу». В марте 1944 года получил ранение и был направлен в госпиталь.

После выздоровления назначен радистом роты связи 543-го стрелкового полка вновь сформированной 120-й стрелковой дивизии, в составе которой участвовал в Нарвской наступательной операции. В июле 1944 года был ранен, но отказался выходить из боя и после перевязки продолжал обеспечивать связь, за что был награждён орденом Славы 3-й степени.

В 1944 году вступил в ВКП(б). Продолжая службу, отличился во время проведения Висло-Одерской наступательной операции. При штурме войсками 1-го Украинского фронта города Козегловы 20 января 1945 года проявил доблесть и мужество, в первых рядах наступающих ворвался на вражеские позиции, 25 января — одним из первых переправился через Одер и обеспечил связь командования с передовыми частями, за что был награждён орденом Славы 2-й степени.

При штурме укреплений Нейссе 25 марта 1945 года одним из первых ворвался в пригород и под прицельным обстрелом врага самоотверженно обеспечивал работу радиостанции для возможности управления артиллерийским огнём по окружённой группировке вермахта, получил третье ранение. За образцовое выполнение боевого задание был награждён орденом Славы 1-й степени.

После окончания Великой Отечественной войны продолжил службу в 191-м отдельном гвардейском батальное связи в Московском военном округе.
Демобилизовавшись из Советской Армии в 1947 году в звании старшины вернулся в Харьковскую область.

Работал в сфере организации общественного питания, в 1975 году окончил Харьковский техникум советской торговли. После выхода на пенсию на протяжении многих лет занимался общественной деятельностью, являлся председателем районной организации ветеранов Великой Отечественной войны. 
Умер 26 марта 2012 года в Харькове.

## Награды
Фёдор Фомич был награждён следующими наградами:
- Орден Отечественной войны 1-й степени (11 марта 1985)[3];
- Орден Славы 1-й степени (27 июня 1945 — № 1510)[4];
- Орден Славы 2-й степени (8 марта 1945 — № 13099)[5];
- Орден Славы 3-й степени (11 августа 1944 — № 193595)[6];
- Медаль «За отвагу» (22 сентября 1944)[7];
- Медаль «За оборону Ленинграда» (была вручена в июне 1943)[8];
- Медаль «За победу над Германией в Великой Отечественной войне 1941—1945 гг.»[9];
- также ряд прочих медалей.

## Память
В 2013 году в Харькове на доме, где жил Фёдор Фомич, была установлена мемориальная доска.

## Комментарии
1. ↑  Так же встречаются вариант написания фамилии Мелешенко[1]